# Керіл Черчилль
Керіл Леслі Черчилль (англ. Caryl Lesley Churchill; народилася 3 вересня 1938 р.) — британська драматургиня, відома драматизацією зловживань владою, використанням ненатуралістичних прийомів і дослідженням сексуальної політики та феміністичних тем. Відзначена такими роботами, як Cloud 9 (1979), Top Girls (1982), Serious Money (1987), Blue Heart (1997), Far Away (2000) і A Number (2002), її описують як «одну з найвидатніших британських поетес та новаторів сучасної сцени». В опитуванні драматургів The Village Voice у 2011 році п’ять із 20 опитаних письменників назвали Керіл Черчилль найвидатнішою із сучасних драматургів.

## Ранні роки та освіта
Черчилль народилася 3 вересня 1938 року у Фінсбері, Лондон, у сім'ї фотомоделі й актриси Ян Браун  і Роберта Черчилля, політичного карикатуриста. Після Другої світової війни її родина емігрувала до Монреаля, Канада; Черчилль було десять років. У Монреалі вона відвідувала Трафальгарську школу для дівчат.
Вона повернулася до Англії, щоб вступити до університету в 1956 році і в 1960 році закінчила Леді Маргарет Холл, Оксфорд, зі ступенем бакалавра англійської літератури. Вона отримала Меморіальну премію Річарда Гілларі в Оксфорді, а також почала там свою письменницьку кар’єру. Чотири її перші п’єси — « Внизу » (поставлена 1958), «Тобі не треба боятися», «Чудово проводити час» (1960) і «Легка смерть» (поставлена 1962) — ставилися в Оксфорді студентськими театральними ансамблями. Її п'єса «Внизу» була показана на Національному фестивалі студентської драматургії в 1958 році і отримала першу премію.

## Робота
Під час створення сім’ї в 1960-х і 1970-х роках Черчилль почала писати короткі радіодрами для BBC Radio. Серед них «Мурахи» (1962), «Не, не, не, не вистачає кисню» (1971), «Нервова хвороба Шребера» (1972). Вона також писала телевізійні п’єси для BBC, зокрема «Жарт після обіду» (1978) і «Злочини» (1982). Ці, а також деякі з її радіоп’єс були адаптовані для сцени.
У своїх ранніх роботах Черчилль досліджувала гендер і сексуальність за допомогою модерністських театральних прийомів епічного театру. У середині 1980-х років вона почала включати танцювальний театр у свої твори. A Mouthful of Birds (1986) є першим прикладом цього, і він посилається на традицію сюрреалістичного театру Антонена Арто та «Театру жорстокості». Фрагментовані та сюрреалістичні оповіді у творах Черчилль характеризують його як постмодерністський.

### Теми і п'єси
У 1972 році Черчилль написала «Власники» — п’єсу на дві дії з 14 сценами про одержимість владою. Це була її перша професійно поставлена сценічна вистава та «перша велика театральна спроба», п'єса була поставлена у Лондоні того ж року.
З 1974 по 1975 рік вона працювала постійним драматургом у театрі Королівського двору та була  там першою жінкою-драматургом. Вона почала співпрацювати з театральними компаніями, такими як Joint Stock Theatre Company і The Monstrous Regiment Theatre Company ( феміністичний театральний колектив). Обидва використовували тривалий період майстерні для розробки нових п’єс. Черчилль продовжує використовувати період імпровізаційної майстерні в розробці ряду своїх п'єс. У цей період вона також написала «Заперечення проти сексу та насильства » (1974).
Її першою п'єсою, яка отримала широку популярність, була «Дев'ята хмара» (1979), «фарс про сексуальну політику», дія якої відбувається частково в британській заморській колонії вікторіанської епохи. У ньому досліджується вплив колонізаторського/імперіалістичного мислення на інтимні особисті стосунки та використовується різностатевий кастинг для комічного та повчального ефекту. П'єса стала успішною в Британії та Сполучених Штатах, отримавши премію Obie Award у 1982 році як найкраща п'єса року в Нью-Йорку.

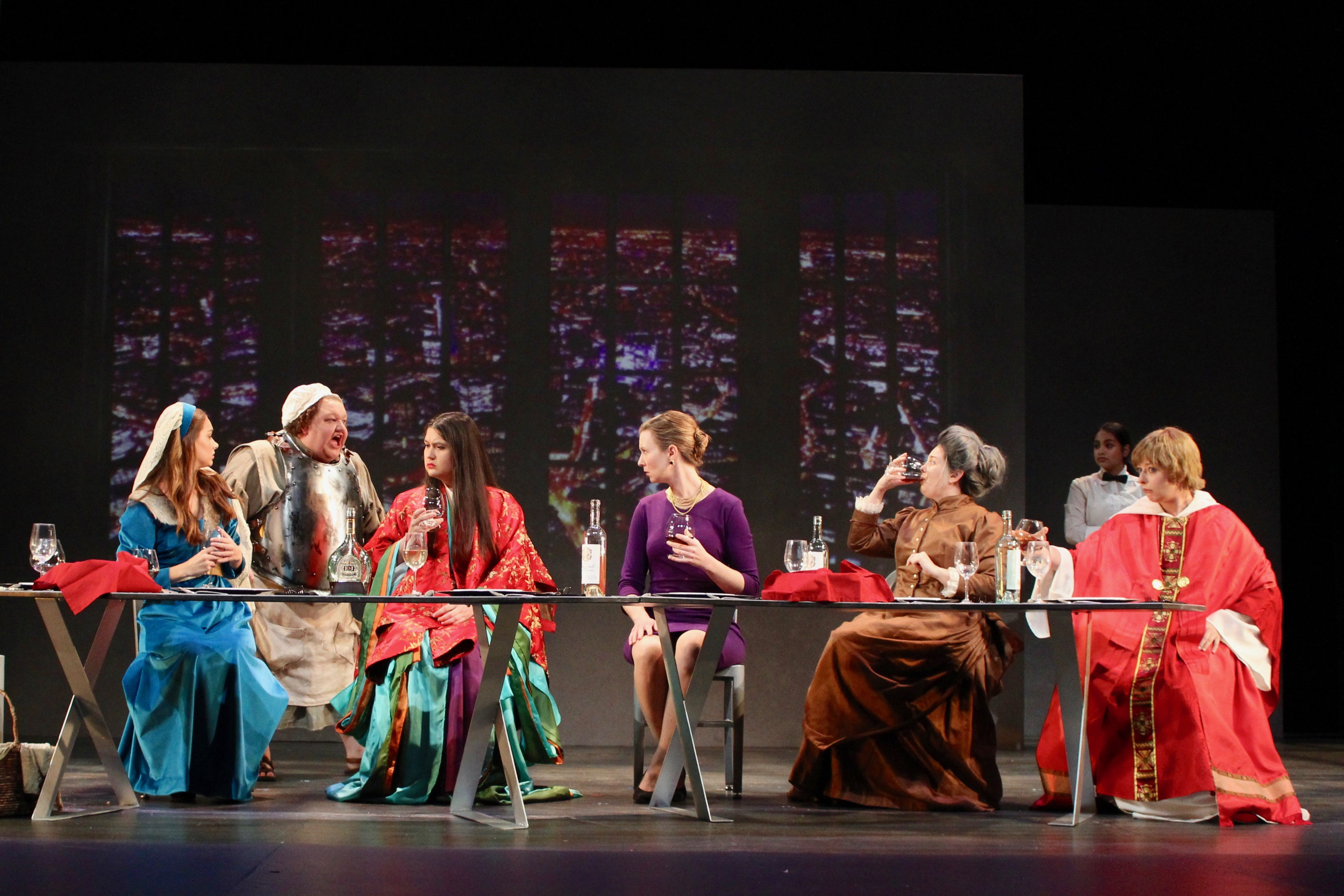
Caryl Churchill's Top Girls

Черчилль поступово відмовилася від більшої кількості умовностей реалізму, а її вірність феміністичним темам та ідеям стала керівним принципом у її творчості. У 1983 році вона отримала премію Obie Award за найкращу п’єсу за «Кращі дівчата», «де йдеться про те, як жінки втрачають свою людяність, щоб отримати владу в середовищі, де домінують чоловіки». У фільмі повністю жіночий акторський склад і зосереджено на Марлен, яка відмовилася від дому та сім’ї, щоб досягти успіху у світі бізнесу. Половина дії відбувається на святковій вечері, де Марлен змішується з історичними, знаковими та вигаданими жінками, які досягли великого статусу в «чоловічому світі», але завжди дорогою ціною. Друга половина п’єси, дія якої відбувається в минулому році, зосереджується на сім’ї Марлен, де справжня ціна її «успішного» життя стає гострою та лякаюче очевидною. У «Кращих дівчатах » Черчилль розробила систему, яка вказує, як має відбуватися діалог на сцені. Вона використовувала попереднє тире (/) у тексті діалогу, щоб продемонструвати, що особа перебиває особу, що говорить. Вона також використовувала символ зірочки (*), щоб позначити промову, яка є наступною за промовою, яка передує тій, що безпосередньо перед нею.
Softcops (вперше створений Королівською Шекспірівською компанією в 1984 році) — це «сюрреалістична п’єса, дія якої відбувається у Франції 19 століття про спроби уряду деполітизувати незаконні дії». Джастін Гейфорд із Chicago Reader писав, що ця п’єса мало що може запропонувати тим, хто вже читав «Дисципліну й покарання» Мішеля Фуко (на якій засновано Softcops), і що п’єса «висвітлює монументальний твір Фуко в стилі Cliffs Notes». У 2018 році Майкл Біллінгтон заявив, що Softcops «відчувається як медитація про злочини та покарання, позбавлена звичайного дару Черчилль наративного драйву».
П'єса A Mouthful of Birds (1986) була написана у співавторстві з Девідом Ланом. Уоллес Шон стверджував, що це серед «багатих, винахідливих» творів Черчилль, завдяки яким театр залишається захоплюючим у наш час. Камерон Вудхед з The Sydney Morning Herald назвав п'єсу «важким задоволенням для перегляду та викликом для виконання». Проте Біллінгтон назвав A Mouthful of Birds однією з помилок Черчилль і відкинув п’єсу як «містифікацію в її спробі створити танцювальну драму, яка передбачає, що насильство та екстаз «Вакханок» Евріпіда живі в сучасній Британії».
«Серйозні гроші» (1987), «комедія про надмірності у фінансовому світі», — віршована п’єса, написана переважно римованими двовіршами. Це сатиричний погляд на примхи фондового ринку та його мешканців Тетчер. П'єса отримала високу оцінку, можливо, частково тому, що її грали одразу після краху фондового ринку 1987 року. П'єса «Морозиво» ( Royal Court Theatre 1989) досліджує англо-американські стереотипи. Річард Крістенсен з Chicago Tribune писав, що «Морозиво» «не має великої глибини, але в ньому є дивна, моторошна нотка», описуючи його як «невеликий, але показовий театральний твір». У 2015 році Ендрю Діксон з The New Yorker назвав п’єсу «хиро пикаресковою» 
П'єса Черчилль The Skriker (1994) містить спотворену мову, посилання на англійські народні казки та спогади про сучасне міське життя. Скрикер — стародавня фея, що змінює форму, і віщує смерть у пошуках помсти та кохання. Спочатку п'єса отримала прохолодні відгуки критиків, але тепер вважається однією з успішних п'єс Черчилль.
«Плідна Черчилль продовжувала розширювати кордони в кінці 1990-х років. У 1997 році вона співпрацювала з композитором Орландо Гофом, щоб створити «Готель», хореографічну оперу або співаний балет у готельному номері. Також того року була поставлена її сюрреалістична коротка п’єса This Is a Chair. Відгуки про відкриття готелю в Лондоні були схвальні, але перший твір («Вісім кімнат») загалом вважався кращим за другий («Дві ночі»). У 2015 році Мойра Буффіні з The Guardian назвала This Is a Chair одним із найкращих творів Черчилль, заявивши, що він «показує справжнє смирення щодо політичної неадекватності драматургів».
Її п’єса 2002 року A Number стосується теми клонування людини та питань ідентичності. У 2005 році Черчилль отримала премію Obie Award за цю п'єсу. Її адаптований сценарій A Number був показаний на BBC TV у вересні 2008 року.
Вистава Drunk Enough to Say I Love You?(2006) критично дивиться на зовнішню політику Сполучених Штатів.
У 2010 році Черчилль було доручено написати лібрето для нової короткометражної опери Орландо Гофа в рамках ініціативи ROH2 OperaShots Королівського оперного театру. Отримана робота A ring a lamp a thing була зіграна протягом п’яти вистав у Linbury Studio Theatre у Королівському оперному театрі.
Її п’єса  Love and Information  була показана в Королівському театрі у вересні 2012 року в постановці Джеймса Макдональда. Вона була добре сприйнята критиками. П’єса, у якій задіяно 100 персонажів і виконується акторським складом в 15 людей, структурована як серія з понад 50 фрагментованих сцен, деякі з яких не довші 25 секунд, усі з яких начебто не пов’язані між собою, але накопичуються у приголомшливу мозаїку, зображення сучасна свідомість і потреба в людській близькості, любові та зв’язку. Регіональна прем’єра п’єси відбудеться в Шеффілдських театрах у червні 2018 року під режисером Керолайн Стайнбайс.
Ding Dong the Wicked (2013) був описаний як супутній твір до Love and Information. Чарльз Спенсер сказав у The Telegraph, що ця робота — «трохи більше, ніж розумна драматична вправа», але «застряє в пам’яті ще довго після того, як ви покинули театр». Меттью Такер дав виставі Royal Court Theatre три зірки з п’яти, назвавши п’єсу «швидкою», і написав: «Декому ця остання пропозиція може здатися короткою та незрозумілою, однак, у дусі дослідницького театру, Ding Dong The Wicked — це інтригуюче та задовольняюче». Рецензент Evening Standard стверджував: «Все це означає, що це їжа для подальших роздумів, але, як завжди, Черчилль виглядає винахідливою, холоднокровною соціалісткою, похмурою, але сліпучою, трохи шаманською. Хоча її техніка звучить химерно, вона працює."  І навпаки, Майкл Біллінгтон із The Guardian писав, що робота «відчувається так, ніби вона запихає багаж ідей у крихітну косметичку [...] тіснота формату означає, що немає місця для дослідження джерела стільки приватної та публічної люті, або щоб розрізнити одне суспільство від іншого. Коротше кажучи, п’єса надто узагальнена, щоб справити якийсь сильний емоційний вплив».
Прем’єра Pigs and Dogs у Королівському придворному театрі отримала позитивну рецензію в The Stage  і помірно позитивні відгуки в The Guardian, The Observer, і Evening Standard, з останньою газетою Генрі Гітчінгс, яка зазначає, що : «Хоча заклинальний стиль не завжди привабливий, це вражаючий парад поглядів на тему, яка заслуговує більш тривалого розгляду». Анджей Луковський з Time Out сказав у тризірковій рецензії, що п’єса «ефективно викладає суть, хоча й лаконічно». Марк Лоусон з The Guardian оцінив Beautiful Eyes як «гостру» комедію.

### Переклади
Черчилль опублікувала переклади «Тієст» (Thyestes) Сенеки, «Блаженства» (Félicité) Олів’є Шуньєра  та «П’єси мрії» (A Dream Play) Августа Стріндберга. Прем’єра її версії «П’єси мрії» відбулася в Національному театрі в 2005 році 

### Ретроспектива
Королівський придворний театр провів ретроспективу її творчості до 70-річчя, представивши читання багатьох її найвідоміших п’єс, поставлених відомими драматургами, зокрема Мартіном Кримпом і Марком Рейвенхіллом.

## Інтерес до Палестини
Черчилль є покровителькою Кампанії солідарності з Палестиною.
У січні 2009 року вона написала десятихвилинну п'єсу, в якій розповідається про історію Ізраїлю, яка закінчується нападом Ізраїлю на Газу в 2008 році. Це було зіграно безкоштовно в Royal Court Theatre, а збори були передани на пожертвування Медичній допомозі Палестинцям.
The Sunday Times засудила його «безглузду і цілком передбачувану відсутність несправедливості»; для The Times, «немає ні героїв, ні лиходіїв, незважаючи на те, що Черчилль засуджує те, що відбувається в Газі». Такі письменники, як Джеффрі Голдберг із The Atlantic і Мелані Філліпс у своєму блозі Spectator, розкритикували п’єсу як антисемітську , як і Джон Натан. Він зазначив, що Черчилль сказала, що Seven Jewish Children — це «не просто театральна подія, а й політична». Він припустив, що п’єса, яка представляє погляди однієї спільноти і критично ставиться до цієї спільноти, має бути написана членом цієї спільноти. Королівський суд спростував звинувачення.
Черчилль опублікувала п’єсу Seven Jewish Children — п’єсу про Газу в Інтернеті для безкоштовного завантаження та використання. Черчилль сказала: «Будь-хто може виконувати це без отримання прав, якщо наприкінці він зробить збір для людей у Газі».
У квітні 2022 року Черчилль була названа лауреатом премії European Drama 2022 на знак визнання роботи її життя. Премія в 65 000 фунтів стерлінгів була вручена німецьким театром Schauspiel Stuttgart за підтримки Міністерства науки, досліджень і мистецтв землі Баден-Вюртемберг. Нагорода була скасована після критики підтримки Черчилль руху за бойкот, відчуження та санкції, рішення, яке засудили діячі галузі, зокрема Гаррієт Уолтер, Стівен Долдрі, Пітер Космінскі та Домінік Кук.

## Особисте життя
У 1961 році вона вийшла заміж за адвоката Девіда Хартера (помер у 2021 році). Вони мають трьох синів і живуть у Хакні, східний Лондон.

## Список робіт

### Театр
- «Внизу» (Downstairs) (1958) – поставлена, але сценарій не опубліковано
- «Чудово провести час» (Having a Wonderful Time) (1960) – поставлено, але сценарій не опубліковано
- «Легка смерть» (Easy Death) (1960) — поставлена, але сценарій не опубліковано
- «Нервова хвороба Шербера» (Schreber's Nervous Illness) (1972) – виконувалася раніше того ж року на радіо. За мотивами «Спогадів про мою нервову хворобу» Даніеля Пола Шребера.
- Лікарня за часів революції (The Hospital at the Time of the Revolution) (1972)
- «Власники» (Owners[en]) (1972)
- Годинники йдуть повільно» (Moving Clocks Go Slow) (1973) – поставлена, але сценарій не опубліковано
- «Заперечення проти сексу та насильства» (Objections to Sex and Violence) (1975)
- Пастки (Traps) (1976)
- «Оцет Том» (Vinegar Tom) (1976)
- «Світло, що сяє в Бакінгемширі»  (Light Shining in Buckinghamshire[en]) (1976) [54]
- Floorshow (1977) – кабаре, співавтор
- «Чайки» (Seagulls) (1978)
- «Хмара дев'ять» (Cloud Nine[en]) (1979)
- «Ще три безсонні ночі» (Three More Sleepless Nights ) (1980)
- «Кращі дівчата» (Top Girls) (1982)
- «Фен» (Fen[en])(1983)
- Softcops (1983)
- «Полуденне сонце» (Midday Sun) (1984) – створено разом з Джеральдін Пілігрім і Пітом Бруксом
- «Повний рот птахів» (A Mouthful of Birds[en]) (1986) – створено разом з Девідом Леном та Ієном Спінком
- «Серйозні гроші» (Serious Money[en]) (1987)
- «Морозиво» (Icecream) (1989)
- «Гаряча помадка» (Hot Fudge) (1989)
- «Божевільний ліс» (Mad Forest[en]) (1990)
- «Життя великих отруйників» (Lives of the Great Poisoners) (1991) – створено разом з Орландо Гофом та Ієном Спінком
- «Скрикер» (The Skriker[en]) (1994)
- «Тієст» (Thyestes) (1994) – переклад трагедії Сенеки
- «Синє серце» (Blue Heart[en]) (1997)
- «Бажання серця» (A Heart's Desire) (1997) [12]
- «Готель» (Hotel) (1997)
- «Це крісло» (This Is a Chair) (1999)
- «Далеко» (Far Away) (2000)
- «Номер»  (A Number[en]) (2002)
- «П’єса мрії» (A Dream Play[en]) (2005) – переклад однойменної п’єси Августа Стріндберга
- «Досить п'яний, щоб сказати, що я тебе кохаю?» (Drunk Enough to Say I Love You?[en]) (2006)
- «Блаженство» (Bliss) (2008) – переклад п’єси Олів’є Шуньєра Félicité
- «Семеро єврейських дітей – вистава для Гази» (Seven Jewish Children – a Play for Gaza[en]) (2009)
- «Любов і інформація» (Love and Information[en]) (2012)
- «Злий Дін Донг» (Ding Dong the Wicked) (2013)
- «Війна і мир Газа» (War and Peace Gaza Piece) (2014)
- «Ось ми йдемо» (Here We Go[en]) (2015)
- «Квитки вже у продажу» (Tickets Are Now on Sale) (2015)
- «Втік один»  (Escaped Alone[en]) (2016)
- «Свині та собаки» (Pigs and Dogs) (2016)
- «Красиві очі» (Beautiful Eyes) (2017)
- «Скло»  (Glass[en]) (2019)
- «Вбити» (Kill[en]) (2019)
- «Друзі Синьої Бороди»  (Bluebeard's Friends[en]) (2019)
- «Імп»(Imp[en]) (2019)
- «Що якби тільки» (What If If Only) (2021)

### Радіодрами
- «Вам не потрібно боятися» (You've No Need to be Frightened) (1959)
- «Мурахи» (The Ants) (1962)
- «Закоханий» (Lovesick) (1966)
- «Близнюки» (Identical Twins) (1968)
- «Невдалий» (Abortive) (1971)
- «Не не не не вистачає кисню» (Not Not Not Not Not Enough Oxygen) (1971)
- «Нервова хвороба Шребера» (Schreber's Nervous Illness) (1972) – заснована на «Спогадах про мою нервову хворобу» Деніела Пола Шребера.
- «Минуле Генрі» (Henry's Past) (1972)
- «Дружина судді» (The Judge's Wife) (1972)
- «Кращі дівчата» (Top Girls) (1992) - радіоверсія однойменної п'єси Черчилля 1982 року.
- «Серйозні гроші» (Serious Money) (2011) - радіоверсія однойменної п'єси Черчилля 1987 року.
- The Skriker (2016) - радіоверсія однойменної п'єси Черчилля 1994 року.
- «Втік сам» (Escaped Alone) (2018) - радіоверсія однойменної п'єси Черчилля 2016 року.

### Телебачення
- Save It for the Minister (1975) – написана разом з Мері О'Меллі та Черрі Поттер
- Жарт після обіду (The After-Dinner Joke[en]) (1978)
- The Legion Hall Bombing (1979)
- Злочини (Crimes) (1982)
- Фуга (Fugue) (1987) – створено разом з Яном Спінком
- Кращі дівчата (Top Girls) (1991) — телевізійна адаптація однойменної п'єси Черчилля 1982 року
- Номер (A Number ) (2008) — телевізійна адаптація однойменної п'єси Черчилля 2002 року.

## Нагороди та відзнаки
Черчилль отримала такі нагороди:
- 1958: Sunday Times / Нагорода Національної спілки студентів драматичного фестивалю Downstairs
- 1961: Меморіальна премія Річарда Хілларі
- 1981: Премія Обі за драматургію, Cloud Nine
- 1982: Премія Обі за драматургію, Кращі дівчата
- 1983: Премія Сьюзан Сміт Блекберн (друге місце), Кращі дівчата
- 1984: Премія Сьюзен Сміт Блекберн, Fen
- 1987: Премія Evening Standard за найкращу комедію року, Серйозні гроші
- 1987: Премія Обі за найкращу нову п'єсу, Серйозні гроші
- 1987: Премія Сьюзен Сміт Блекберн, серйозні гроші
- 1988: Лоуренс Олів'є / Премія BBC за найкращу нову п'єсу, Серйозні гроші
- 2001: Премія Obie Sustained Achievement Award
- 2010: Введено до Зали слави американського театру [56]

Крім того, у 2013 році на честь Черчилль було названо театр Керіл Черчилль у Роял Холлоуей Лондонського університету в Егамі 

## Додаткові джерела
- Макс Стаффорд-Кларк — режисер оригінальних постановок п’єс Черчилль «Світло, що сяє в Бакінгемширі», « Дев’ята хмара», «Найкращі дівчата», «Серйозні гроші», «Морозиво » та «Блакитне серце ».
- Девід Лан
- Ян Спінк
- Бертольт Брехт і його епічний театр
- Антонен Арто та його театр жорстокості
- Піна Бауш
- Постмодерністський театр
- Театр танцю
- Мистецтво перформансу
- Експериментальний театр
- Політична драма
- Мішель Фуко